# Giacomo Baracchi
Giacomo Baracchi (Bergamo, 8 aprile 1922 – Bergamo, 28 gennaio 2012) è stato un dirigente sportivo e calciatore italiano, di ruolo attaccante.

## Biografia
È morto a Bergamo il 28 gennaio 2012 all'età di 89 anni.

## Carriera

### Calcio
Cresce nella squadra Ragazzi dell'Atalanta, con cui riesce anche ad esordire in Divisione Nazionale nella stagione 1943-1944, scendendo in campo nella partita persa per 4-1 contro il Varese il 30 aprile 1944. A fine stagione smette di giocare, salvo poi riprendere momentaneamente l'attività agonistica nella stagione 1951-1952, nella quale gioca 14 partite nella Pro Lissone, in Serie C.

### Ciclismo
Nel 1941 organizza per la prima volta il Trofeo Baracchi, in memoria del defunto padre Angelo. La corsa, inizialmente riservata ai dilettanti, dal 1944 fu aperta ai professionisti. Dal 1949 divenne una cronometro a coppie e continuò con questa formula fino al 1990. L'ultima edizione, nel 1991, fu invece una cronometro individuale. Parallelamente a questa attività, negli anni Cinquanta fu presidente del Moto Club Bergamo e in questa veste ideò la Valli Bergamasche ed organizzò il Circuito delle Mura, nel quale corse anche Carlo Ubbiali, futuro pluricampione del mondo.

### Presidente dell'Atalanta
Nel febbraio 1969 viene incaricato da Achille Bortolotti e Massimo Masserini, all'epoca azionisti di maggioranza dell'Atalanta, come nuovo presidente della società orobica. Ricoprirà questo ruolo fino al 20 dicembre dello stesso anno, quando venuto a conoscenza del fatto che Bortolotti e Sergio Nessi, subentrato a Masserini come azionista, esonerano a  sua insaputa l'allenatore Viciani, decide di dimettersi, venendo sostituito alla presidenza dallo stesso Bortolotti.